# 村山内閣 (改造)
村山改造内閣（むらやまかいぞうないかく）は、衆議院議員及び日本社会党委員長の村山富市が第81代内閣総理大臣に任命され、1995年（平成7年）8月8日から1996年（平成8年）1月11日まで続いた日本の内閣。
前の村山内閣の改造内閣である。

## 人事
村山内閣時の閣僚21名のうち16名が交代する大規模改造であったが、河野副総理兼外相をはじめ、武村蔵相・橋本通産相など政権の主要閣僚が留任した。また、民間からは宮崎勇が経済企画庁長官として入閣した。

## 国務大臣
所属政党・出身
  日本社会党   自由民主党   新党さきがけ   民間人
| 職名                            | 氏名       | 氏名 | 出身等                         | 特命事項                                        | 備考                     |
| ------------------------------- | ---------- | ---- | ------------------------------ | ----------------------------------------------- | ------------------------ |
| 内閣総理大臣                    | 村山富市   |      | 衆議院 日本社会党              |                                                 | 日本社会党中央執行委員長 |
| 副総理                          | 河野洋平   |      | 衆議院 自由民主党 （旧宮澤派） | 内閣総理大臣臨時代理 ：〜1995年10月2日          | 自由民主党総裁           |
| 副総理                          | 橋本龍太郎 |      | 衆議院 自由民主党 （旧小渕派） | 内閣総理大臣臨時代理 ：1995年10月2日〜          | 自由民主党総裁           |
| 法務大臣                        | 田沢智治   |      | 参議院 自由民主党 （旧三塚派） |                                                 | 1995年10月9日辞任        |
| 法務大臣                        | 宮沢弘     |      | 参議院 自由民主党 （旧宮澤派） |                                                 | 1995年10月9日就任        |
| 外務大臣                        | 河野洋平   |      | 衆議院 自由民主党 （旧宮澤派） |                                                 |                          |
| 大蔵大臣                        | 武村正義   |      | 衆議院 新党さきがけ            |                                                 | 新党さきがけ代表         |
| 文部大臣                        | 島村宜伸   |      | 衆議院 自由民主党 （旧渡辺派） | 国立国会図書館連絡調整委員会委員                |                          |
| 厚生大臣                        | 森井忠良   |      | 衆議院 日本社会党              | 年金問題担当                                    |                          |
| 農林水産大臣                    | 野呂田芳成 |      | 衆議院 自由民主党 （旧小渕派） |                                                 |                          |
| 通商産業大臣                    | 橋本龍太郎 |      | 衆議院 自由民主党 （旧小渕派） |                                                 |                          |
| 運輸大臣                        | 平沼赳夫   |      | 衆議院 自由民主党 （旧三塚派） | 新東京国際空港担当                              |                          |
| 郵政大臣                        | 井上一成   |      | 衆議院 日本社会党              |                                                 |                          |
| 労働大臣                        | 青木薪次   |      | 参議院 日本社会党              |                                                 |                          |
| 建設大臣                        | 森喜朗     |      | 衆議院 自由民主党 （旧三塚派） |                                                 |                          |
| 自治大臣 国家公安委員会委員長   | 深谷隆司   |      | 衆議院 自由民主党 （旧渡辺派） |                                                 |                          |
| 内閣官房長官                    | 野坂浩賢   |      | 衆議院 日本社会党              | 女性問題担当                                    |                          |
| 総務庁長官                      | 江藤隆美   |      | 衆議院 自由民主党 （旧渡辺派） |                                                 | 辞任                     |
| 総務庁長官                      | 村山富市   |      | 衆議院 日本社会党              | 事務取扱（内閣総理大臣兼任）                    |                          |
| 総務庁長官                      | 中山正暉   |      | 衆議院 自由民主党 （旧渡辺派） |                                                 |                          |
| 北海道開発庁長官 沖縄開発庁長官 | 高木正明   |      | 参議院 自由民主党 （旧小渕派） |                                                 |                          |
| 防衛庁長官                      | 衛藤征士郎 |      | 衆議院 自由民主党 （旧宮澤派） |                                                 |                          |
| 経済企画庁長官                  | 宮崎勇     |      | 民間人                         | 総合交通対策担当                                |                          |
| 科学技術庁長官                  | 浦野烋興   |      | 衆議院 自由民主党 （旧宮澤派） | 原子力委員会委員長                              |                          |
| 環境庁長官                      | 大島理森   |      | 衆議院 自由民主党 （旧河本派） | 地球環境問題担当                                |                          |
| 国土庁長官                      | 池端清一   |      | 衆議院 日本社会党              | 研究・学園都市担当 阪神・淡路大震災復興対策担当 |                          |

## 内閣官房副長官・内閣法制局長官
- 内閣官房副長官（政務）

園田博之（新党さきがけ）
- 内閣官房副長官

古川貞二郎（事務）
- 内閣法制局長官

大出峻郎

## 政務次官
前内閣の政務次官が1995年（平成7年）8月10日に退任し、同日付で新たな政務次官を任命した。
- 法務政務次官 - 古屋圭司
- 外務政務次官 - 福田康夫
- 大蔵政務次官 - 佐田玄一郎・梶原敬義
- 文部政務次官 - 佐藤泰介
- 厚生政務次官 - 長勢甚遠
- 農林水産政務次官 - 松岡利勝・一井淳治
- 通商産業政務次官 - 大畠章宏・加藤紀文
- 運輸政務次官 - 緒方克陽
- 郵政政務次官 - 吉村剛太郎
- 労働政務次官 - 南野知惠子
- 建設政務次官 - 上山和人
- 自治政務次官 - 網岡雄
- 総務政務次官 - 塩谷立
- 北海道開発政務次官 - 金田英行
- 防衛政務次官 - 矢野哲朗
- 経済企画政務次官 - 村田吉隆
- 科学技術政務次官 - 佐藤静雄
- 環境政務次官 - 狩野安
- 沖縄開発政務次官 - 徳田虎雄
- 国土政務次官 - 中谷元